# Dice
Dice (grec antic: Δίκη Díkē; 'justícia') va ser una de les Hores. Era invocada com a deessa de la justícia.

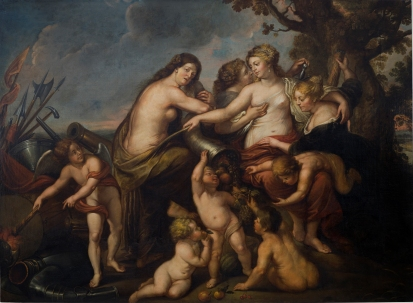
Al·legoria de la Pau i la felicitat de l'Estat, obra del taller de Rubens on apareix Dice, que porta armes per vetllar per la justícia; Eunòmia, que abraça el corn de l'abundància, i Irene, al centre. Pintura conservada a la Biblioteca Museu Víctor Balaguer de Vilanova i la Geltrú

Segons Hesíode, era filla de Zeus i de Temis, i germana d'Eunòmia i Irene.

## Dice en la literatura
Hesíode és el primer de parlar d'aquesta divinitat a la seva Teogonia. Era filla de Zeus i de Temis, la deessa germana dels Titans, filla d'Urà i de Gaia. És considerada una de les Hores (Ὥραι), tenint com a germanes a Eunòmia (Εὐνομία) i Irene, les quals, com ella, vetllen i jutgen els actes dels humans. Dice se sent ofesa pels actes dolents dels humans i els explica a Zeus anomenant els culpables d'aquests actes. Quan els humans amb els seus fets l'horroritzen la deessa reacciona plorant i embolicada en una boira els procura el mal.
Píndar li atribueix una filla, Hesíquia (grec antic: Ἠσῠχία, Hēsychía), que cal interpretar-la com una personificació de la tranquil·litat o la quietud en l'estat d'ànim, mentre que per Eurípides és la qui atrapa els criminals. Plató, per la seva banda, hi veu una deessa incorruptible començant pel fet que és verge i també perquè considera que aquesta ha de ser la condició de la justícia. Pausànias considera una antagonista de Dice anomenada Adícia (grec antic: Ἀδικία 'Injustícia').
El poeta Arat de Soli (segle iii aC) la fa protagonista d'un esdeveniment que Hesíode havia assignat a Nèmesi, entesa com la indignació que castiga l'arrogància humana, i a l'Edos, la vergonya, les dues divinitats que haurien abandonat als seus mals els humans de l'estirp del ferro; aquí Dice, filla d'Astreu, abandona la humanitat marxant a formar la constel·lació de la Verge, i més endavant passaria a ser identificada amb la divinitat Astrea.
A la Bíblia, dins els Fets dels Apòstols, Dice apareix com a exemple de creença pagana i amb la funció de castigar els assassins. S'esdevé quan Pau de Tars, havent naufragat a Malta, és acollit per la població de l'illa i, mentre revifa una foguera, és mossegat per una serp:
| «                               | En veure que la serp se li havia clavat a la mà, els habitants (βάρβαροι) deien entre ells: «Certament aquest és un assassí, perquè, encara que s'ha salvat de la mar, la deessa de la justícia Dice (δίκη) no vol que visqui». | » |
| — Fets dels apòstols XXVIII, 4. | |   |

## Dice Astrea

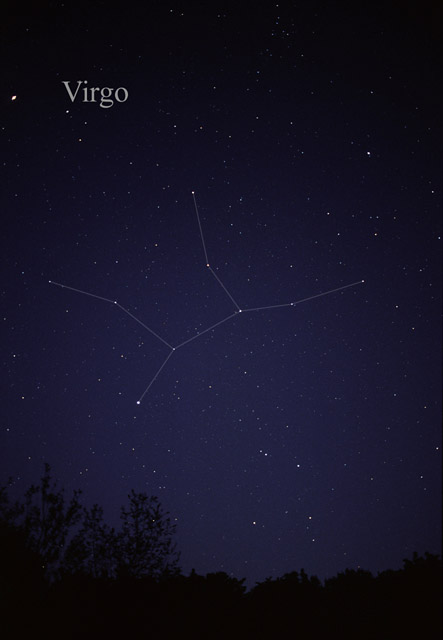
Constel·lació de la Verge, associada amb Dice

L'abans esmentat text d'Ovidi va fer que Dice adquirís el sobrenom d'Astrea. Segons Arat, Dice va habitar la Terra durant l'Edat d'or i l'Edat de plata, quan no hi havia guerres ni malalties, els humans encara no sabien navegar i es dedicaven a l'agricultura obtenint bones collites. No obstant això, la humanitat es va tornar cobdiciosa, Dice es va indignar i va proclamar: 

Mireu quina mena de raça han deixat els pares de l'Edat d'or! Molt pitjors de com eren ells! Però vosaltres criareu una progènie encara pitjor! Certament, les guerres i la sang vessada cruelment estaran entre els humans i greus afliccions cauran sobre ells.
—Arat de Soli, Fenòmens 123

Aquest és el discurs que fa Dice abans d'abandonar la Terra per a marxar al cel on troba millor companyia i acaba formant la Constel·lació de la Verge. Les estrelles d'aquesta constel·lació unides per una línia imaginària formen una figura que recorda una imatge antropomòrfica amb els braços en alt com exclamant-se indignada.

## Dice en l'art
Els artistes han fet moltes representacions inspirades en els relats sobre aquesta deessa. La primera que es coneix és un relleu sobre un cofre de fusta de cedre amb guarniments d'ivori. El relleu mostrava una bella Dice copejant a una lletja Adícia amb un bastó. Aquest era el cofre, de vegades dit «cistella», on la mare de Cípsel de Corint el va amagar per evitar que el matessin quan encara era un nadó. Pausànias va veure el cofre en una visita a Olímpia dins el santuari d'Hera i en va fer una detallada descripció.